# Статковский, Роман Адамович
Роман Адамович Статковский (пол. Roman Statkowski; 24 декабря 1859, Щипёрно — 12 ноября 1924, Варшава) — польский композитор.

## Биография
Окончил юридический факультет Варшавского университета. Несколько лет изучал гармонию и контрапункт у Желенского, после университета поступил в Санкт-Петербургскую консерваторию, которую через четыре года и окончил по классу композиции Николая Феопемптовича Соловьева в 1890 году, среди его преподавателей был также Антон Григорьевич Рубинштейн.
В 1909 году Статковский стал профессором Варшавской консерватории. Среди его учеников были Ян Адам Маклякевич, Аполинарий Шелюто, Виктор Янг, Болеслав Шабельский и другие.

## Произведения
Пьесы для фортепиано (op. 2, 5, 9, 12, 15. 16, 18. 19, 22, 23, 24, 27) и скрипки с фортепиано (op. 8, 17), струнный квартет op. 10. 
Кроме того, написаны для оркестра: 
- Polonaise op. 20 и фантазия op. 25.
- Опера «Filenis» (в 2 д., с прологом), на текст Г. Эрлера получила в 1903 году 1-ю премию на международном оперном конкурсе в Лондоне.
- Опера «Maria» — на основе романтической поэмы «Мария» Антония Мальчевского, впервые исполнена в 1906 году.